# جين هاشيموتو
جين هاشيموتو (باليابانية: 橋本仁؛ بالكانا: はしもと じん) هو مغني ياباني، ولد في 27 يوليو 1964 في أماغاساكي في اليابان.

## وصلات خارجية
- الموقع الرسمي
- جين هاشيموتو على موقع ميوزك برينز (الإنجليزية)
- جين هاشيموتو على موقع ديسكوغز (الإنجليزية)